# André Lublin
Erik André Lublin (født 3. juli 1940, død 21. marts 2021) var en dansk erhvervsleder, der var administrerende direktør for PFA Pension 1985-2001. Det var Lublins underskrift, der blev forfalsket af Rasmus Trads fra PFA Byg i den såkaldte PFA-sag.
Lublin var uddannet cand.act. Under hans ledelse voksede PFA til at blive Danmarks største pensionsselskab. I 2005 udgav Lublin sammen med Claes Kastholm Hansen bogen  Opgør: Succes, svindel, krise i PFA, hvor han kritiserede sine efterfølgere i PFA.
Efter sin pensionering blev han i 2001 valgt ind i Gentofte Kommunalbestyrelse for Det Konservative Folkeparti. Han er officer af reserven og har været formand for Dansk Aktionærforening. 1991 blev han Ridder af Dannebrog.
Han er af polsk-jødisk afstamning.